# Cá bống

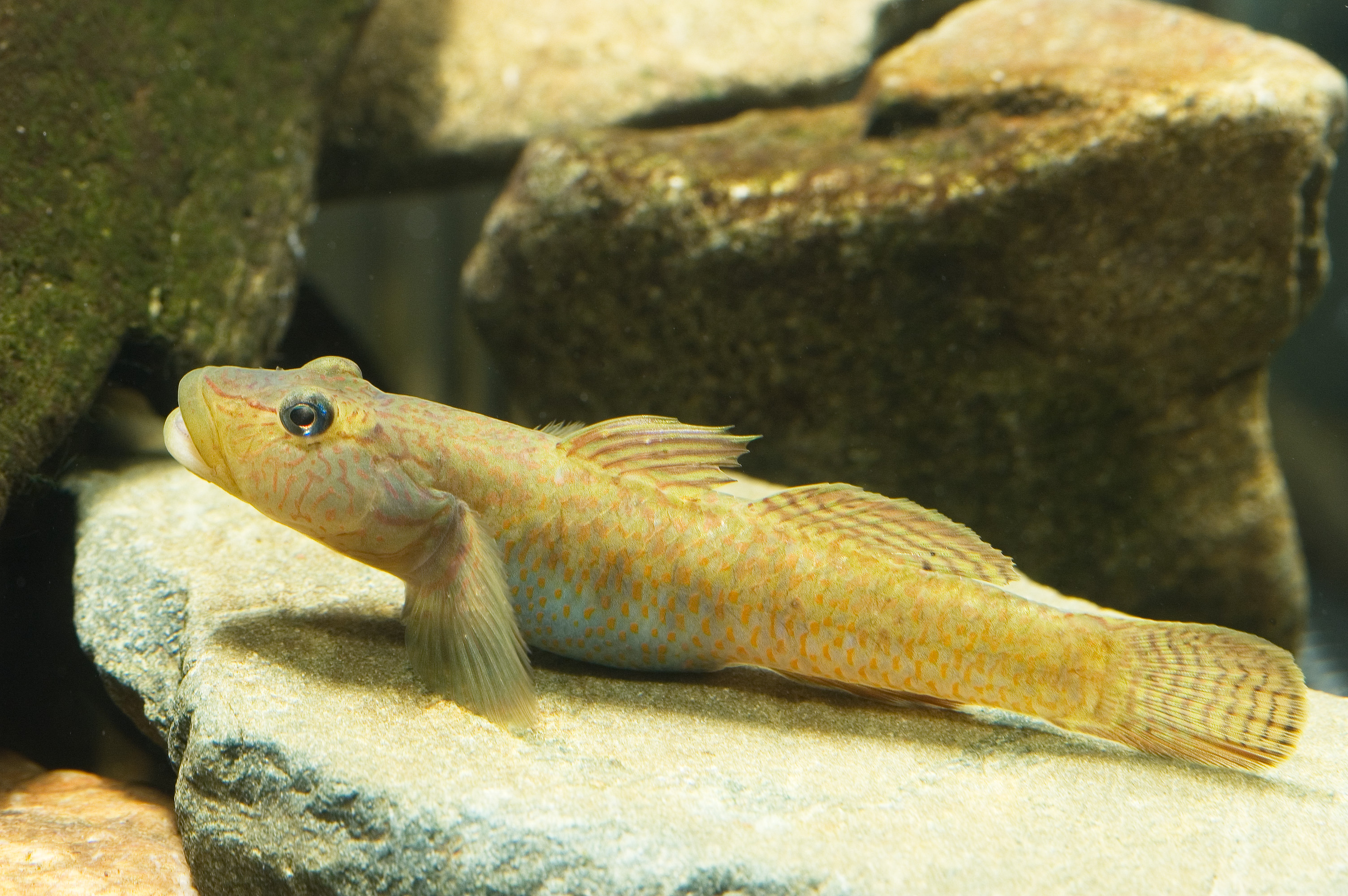
Một con cá bống thuộc chi Rhinogobius

Cá bống là tên gọi thông dụng được dùng chung để chỉ đến nhiều loài cá vây tia có kích thước từ nhỏ đến trung bình. Tất cả chúng đều là loài cá lưỡng cư, có đầu to và thân thon, sinh sống ở các bãi bùn ven biển, cả ở những vùng nước lợ và nước ngọt.
Theo truyền thống, hầu hết các loài được gọi là cá bống được phân loại vào phân bộ Gobioidei thuộc bộ Perciformes. Nhưng trong Ấn bản thứ 5 của Fishes of the World, phân bộ này được nâng lên thành bộ Gobiiformes trong nhánh Percomorpha. Mặc dù vậy, không phải tất cả các loài trong bộ Gobiiformes đều được gọi là cá bống. Nhóm "cá bống thực sự" được xếp vào họ Gobiidae, trong khi các loài khác cũng được gọi là cá bống thì được xếp vào họ Oxudercidae. Tên gọi cá bống cũng được sử dụng để mô tả một số loài không được phân loại trong bộ Gobiiformes, chẳng hạn như loài cá bống Pholidichthys leucotaenia. Nguyên tên thông dụng của cá bống trong tiếng Anh "goby" vốn có nguồn gốc từ tiếng Latin gobius .

## Tổng quan
Hầu hết cá bống là thành viên của họ Gobiidae, một nhóm các loài được xác định bởi các vây bụng có gai của chúng được hợp nhất với nhau để hoạt động như một đĩa hút bụng. Đặc điểm này cho phép cá bống bám vào địa hình hoặc vật thể trong tình huống có dòng chảy lớn (thậm chí đôi khi leo lên thác nước). Có hơn 2.000 loài cá bống khác nhau. Chúng có kích thước từ 25–75 mm, có nhiều màu sắc ngụy trang như đen, nâu, vàng, cam, xanh lá cây. Một đặc điểm khác của cá bống là các dấu dọc của nó.

## Môi trường
Môi trường sống của các loài cá bống trải dài khắp thế giới, từ vùng băng giá đến vùng nhiệt đới, với nhiệt độ nước thường dao động từ 25 đến 29 °C và độ mặn tương đối ổn định từ 30 đến 35 mg/L. Cá bống sử dụng những khe hở nhỏ mà chúng tìm thấy ở các rạn san hô hoặc đầm phá để bảo vệ bản thân và trứng của chúng. Chúng hiếm khi đi xa khỏi hang của mình, do đó chúng tìm thấy thức ăn và bạn tình trong lãnh thổ của mình.

## Sinh sản
Một số cá bống là loài lưỡng tính tùy theo loại. Chúng thường sống theo cặp sinh sản và thể hiện chế độ một vợ một chồng. Khi đã thành cặp, quá trình sinh sản và sinh sản bắt đầu trong vòng vài tuần. Con cái đẻ từ 50-1000 quả trứng trong một lần sinh sản, con đực sau đó sẽ bảo vệ những quả trứng và loại bỏ những quả trứng đã bị hỏng. Trứng cá bống có thể được nhận biết với hình dạng bầu dục và thường dài 1–2 mm. Những quả trứng này có thời gian nở khác nhau tùy theo loài. Nhìn chung, chúng phát triển tương đối giống nhau sau khi nở.